# Boscs humits de terres baixes i inundades d'aigua dolça de Nova Guinea septentrional
Els boscs humits de terres baixes inundades d'aigua dolça de Nova Guinea septentrional és una ecoregió de Boscs humits tropicals i subtropicals de fulla ampla situada a Nova Guinea.

## Territori
Els boscos de pluja i pantans d'aigua dolça de les terres baixes del nord de Nova Guinea s'estenen per les terres baixes del nord de l'illa de Nova Guinea, situant-se entre la Serralada Central de Nova Guinea al sud i l'Oceà Pacífic al nord. S'estén des de la costa oriental de la badia de Cenderawasih, a la província de Papua, a Indonèsia, fins a la província de Morobe, a Papua Nova Guinea.
Diverses serralades d'est a oest, com ara les muntanyes Van Rees, les muntanyes Foja, les muntanyes Torricelli i les muntanyes Finisterre, s'eleven des de les terres baixes; aquestes serralades acullen la distintiva ecoregió de les selves pluvials montanes del nord de Nova Guinea.
L'ecoregió està drenada per diversos dels grans rius de Nova Guinea, com ara el Mamberamo, el Sepik, el Ramu, i el Markham.

## Flora
Les comunitats vegetals de l'ecoregió són diverses. La selva tropical perennifòlia de terres baixes és la més extensa i inclou boscos al·luvials a les planes i boscos de turons als contraforts de les muntanyes adjacents.
Hi ha extensos boscos pantanosos d'aigua dolça a les terres baixes costaneres i a la regió de les Planes dels Llacs, entre les muntanyes Van Rees-Foja i la Serralada Central. Els hàbitats dels boscos pantanosos són diversos i inclouen pantans amb vegetació herbàcia, sabanes pantanoses i boscos pantanosos arboris dominats per Melaleuca, Metroxylon sagu, Pandanus, Campnosperma i/o Terminalia.

## Fauna
L'ecoregió correspon a l'Àrea d'Aus Endèmiques de les Terres Baixes de Papua Septentrional. Les espècies de distribució restringida i les endèmiques inclouen l'alció del paradís nimfa, el lori bru, el lloret d'Edwards, el lloret de Salvadori, el frare de Brass, la xiuladora ventreblanca, el corb capbrú, l'ocell del paradís becblanc i el petroica tricolor.

## Conservació i amenaces
Una avaluació del 2017 va trobar que 15.323 km2, o l'11%, de l'ecoregió es troben en zones protegides. La més gran és la Reserva de Vida Silvestre de Mamberamo Foja, que s'estén al llarg del riu Mamberamo i els seus afluents, el Tariku i el Taritatu, des dels contraforts de la Serralada Central fins al mar, incloent-hi les muntanyes Foja.